# Quirijn van Brekelenkam

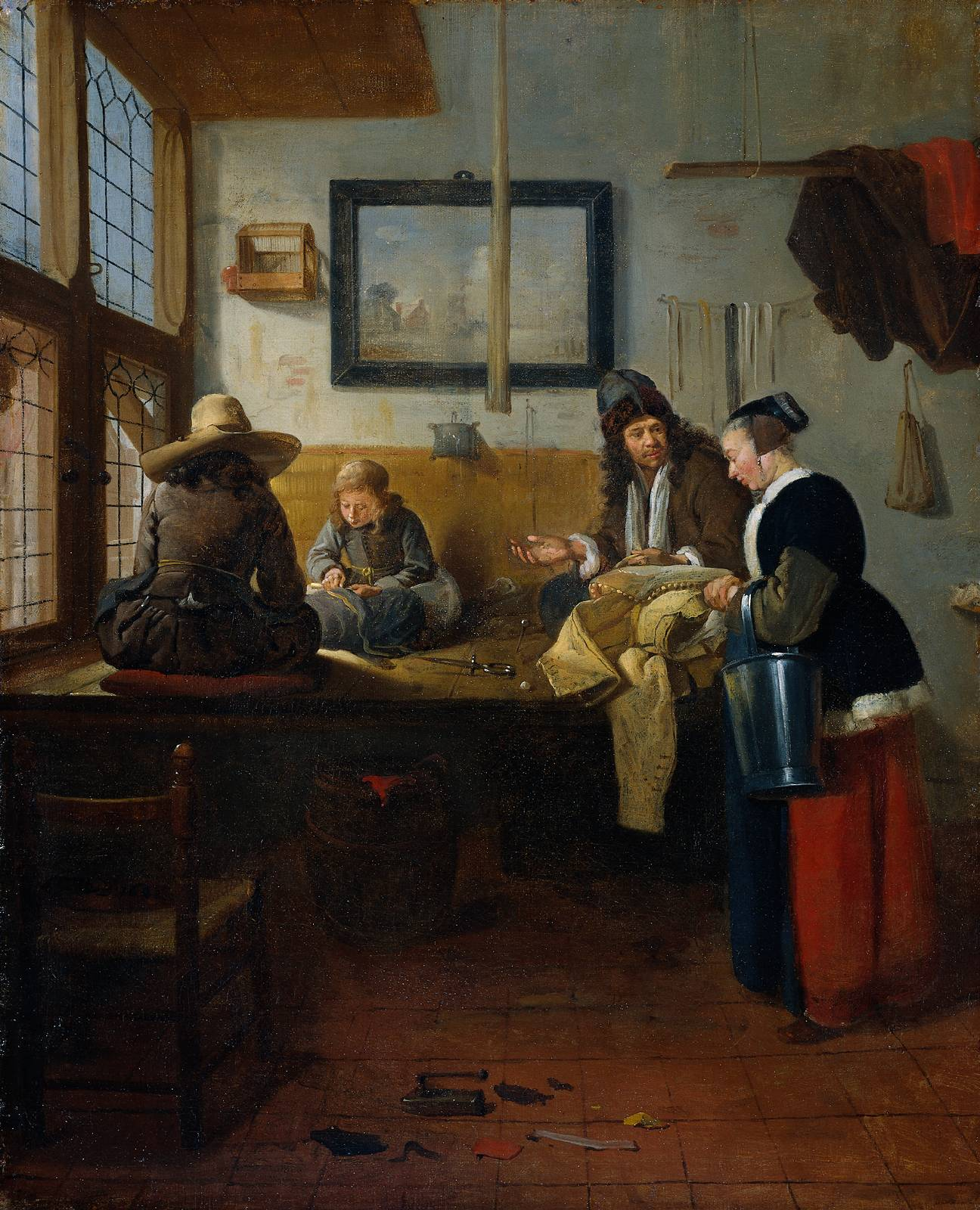
L'atelier du tailleur, Quirijn van Brekelenkam, 1661

Quirijn van Brekelenkam ou Quiringh Gerritsz van Brekelenkam (après 1622, Zwammerdam - après 1669, Leyde)est un peintre néerlandais du siècle d'or. Il est connu pour ses peintures de scènes de genre, scènes d'intérieur et de portraits.

## Biographie
Quirijn van Brekelenkam est né après 1622 à Zwammerdam aux Pays-Bas.
Il étudie probablement la peinture à Leyde auprès de Gérard Dou. Il est un des fondateurs de la Guilde de Saint-Luc de Leyde en 1648. Comme beaucoup de peintres, il exerce une deuxième profession pour subvenir à ses besoins, que les revenus tirés de la peinture n'arrivent à satisfaire que partiellement. Il obtient une licence de vente de bière et d'alcool vers 1656. Il fait partie des fijnschilders, des "peintres précieux" caractéristiques de l'école de peinture de Leyde.
Quirijn van Brekelenkam affectionne le thème de l'atelier du tailleur. Treize versions de ce thème sont répertoriées dans les collections. Dans ces tableaux, la position du maître et des apprentis, éclairés par la gauche, est sensiblement toujours la même.
Il meurt après 1669 à Leyde.

## Œuvres
- Le lecteur[3],Rijksmuseum, Amsterdam
- La femme du poissonnier[4], Rijksmuseum, Amsterdam
- Intérieur avec deux hommes près du foyer[5], Rijksmuseum, Amsterdam
- Une mère qui présente du porridge à son enfant[6], Rijksmuseum, Amsterdam
- Une discussion confidentielle[7], Rijksmuseum, Amsterdam
- L'atelier du tailleur[8], Rijksmuseum, Amsterdam
- Le paiement du fermage[9], Rijksmuseum, Amsterdam
- Le piège à souris[10], Rijksmuseum, Amsterdam
- Intérieur de l'atelier d'un tailleur, Musée des beaux-arts de Montréal
- Scène de famille[11], huile sur panneau, 46 × 63 cm, Collection de la baronne Adolph Bentinck, née Thyssen-Bornemisza, prêtée au Kunstmuseum der Stadt Düsseldorf[12]